# بانک بازرگانی
بانک بازرگانی یک نهاد مالی هست که سرمایه شرکت‌ها را در قالب سهیم شدن در مالکیت شرکت به جای پرداخت وام تأمین می‌کند. یک بانک بازرگانی همچنین مشاوره در مورد مسائل شرکتهایی که در آن‌ها سرمایه‌گذاری می‌کنند را تأمین می‌کنند. امروزه بانک‌های کمتری فعالیت‌های خود را محدود به این حوزه کوچک می‌کنند.

### تعریف
در انگلیس واژه تاریخی بانک بازرگانی به بانک سرمایه‌گذاری برمی گردد. امروزه با توجه به شرکت بیمه سپرده فدرال (FDIC)، کلمه بانکداری بازرگانی به‌طور کلی این‌طور تعریف می‌شود: مذاکره دربارهٔ سرمایه‌گذاری در قسمت صاحبان سهام که به‌طور خصوصی توسط شرکت‌های مالی در اوراق بهادار غیر ثبت شده نگهداری می‌شوند که یا عمومی یا خصوصی‌اند. هردو بانک‌های بازرگانی و سرمایه‌گذاری ممکن هست که در فعالیت‌های بانکی بازرگانی درگیر شوند. هدف اصلی بانک‌های بازرگانی این بود که امکانات یا خدمات و تجارت کالاها را تأمین مالی کنند، از این رو بازرگانی نامیده شدند. 

## تاریخچه
بانک‌های بازرگانی به‌طور واقعی بانکهایی مدرن و اصیل هستند که توسط بازرگانان ایتالیایی میان سالی پایه‌گذاری شدند و به همین صورت بازرگانان و بانکداران ناحیه لمباردی در شمال ایتالیا زیاد می‌شدند، آن‌ها آثار باستانی را از آسیای میانه و خاوردور از طریق جاده ابریشم می‌آوردند. در اصل برای تأمین مالی سفرهای طولانی بازرگانی خود برنامه داشتند. این روش‌ها برای تأمین مالی خدمات و تجارت غلات به کار گرفته می‌شد. در فرانسه در طی قرون هفده و هجدهم، یک بانکدار بانک بازرگانی فقط یک بازرگان نبود بلکه شرایطی از یک کارآفرین برتر را نیز دریافت می‌کرد. بانک‌های بازرگانی در انگلیس در اوایل قرن نوزده شروع به پیدایش کردند که Barings Bank قدیمی‌ترین آنها است.
یهودیان نتوانستند زمین‌هایشان را در بخش‌هایی از ایتالیا نگهداری کنند، بنابراین آن‌ها به یک قسمت بزرگی از ناحیه لمباردی در ایتالیا کوچ کردندو در کنار بازرگانان محلی، جایگاه خود را در تجارت محصولات کشاورزی به دست آوردند. آن‌ها یک مزیت بزرگی نسبت به بازرگانان محلی داشتند. مسیحیان به‌طور قاطع از رباخواری (که به معنی قرض دادن با بهره بود) منع شده بودند. (اسلام هم دستوری مشابه برای رباخواری دارد) از سوی دیگر یهودیان تازه از راه رسیده می‌توانستند به کشاورزان در مقابل محصولشان در مزرعه پول قرض دهند، که یک وام با ریسک بالا در نظر گرفته می‌شد که توسط کلیسا رتبه رباخواری را می‌گرفت. اما یهودیان هدف دستور کلیسا نبودند. به این طریق آن‌ها می‌توانستند از حق فروش محصولات کشاورزی در مقابل برداشت احتمالی محافظت کنند. آن‌ها سپس شروع به پیش پرداخت در مقابل تحویل محصولات کشاورزی که با کشتی به نقاط دور منتقل می‌شدند را در آینده کردند. در هر دو حالت آن‌ها سودشان را از تخفیف حال در مقابل قیمت آینده عملی کردند. این تجارت دوسویه زمان بر بود و خیلی زود دسته‌ای از بازرگانان برخاستند که محصولات کشاورزی قرضی را به جای خود محصول معامله می‌کردند.
دادگاه یهودیان هردو کار تأمین مالی‌ها (اعتبار دادن) و پذیره نویسی را انجام داد. تأمین مالی به شکل وام محصولات در ابتدای فصل رشد طوری که به کشاورز اجازه داده می‌شد کار کشاورزی خود را (کاشتن، رشد کردن، هرس کردن و برداشت) را برای محصولات سالانه خود گسترش دهد. پذیره‌نویسی در شکلی از محصولات یا کالا یا تضمین بیمه‌ای که محصولات کشاورزی به خریدارش تحویل داده می‌شود که به‌طور معمول یک تاجر عمده فروش است. به اضافه معامله گران، عملکرد بازرگانان را با ایجاد ترتیباتی برای تأمین کردن خریدار محصول از طریق منابع جایگزین انجام دادند. برای مثال انبارهای دانه‌های کشاورزی یا بازارهای متنوع در مواقع خشکسالی یا موارد دیگرنداشتن محصول که از طریق صدور بیمه محصولات کشاورزی یا کالاها در مقابل اتفاقات شکست برداشت محصول انجام می‌شد. (واژه بانک مشتق گرفته شده از کلمه ایتالیایی banco به معنی پیشخوان)
این وجوه سپرده گذاری شده به قصد نگهداری برای تسویه (برقراری) معاملات غلات بودند، اما اغلب در این میان برای معاملات خود bench نگهداری می‌شدند. واژه ورشکسته یک مشتق از کلمه ایتالیایی banco rotta یا broken bench است که وقتی کسی ودیعه معاملات را از دست می‌دهد، اتفاق می‌افتد. ورشکسته بودن معنی مشابه را می‌دهد.
رفتار حساس به تنزیل نرخ بهره نسبت به سپرده گذاران در مقابل آنچه که به وسیله به‌کارگیری پول‌هایشان در معامله به دست آوردند، خیلی زود گسترش یافت و یکبار دیگر آنچه را که روش تاریخی تأمین مالی بود برای حمل و نقل در مسافتهای دور را گسترش داد.

بازارهای ایتالیایی قرون وسطایی در شهرهای ایتالیایی با جنگ‌ها وبلایای طبیعی در هر زمینه‌ای محدود شد و بنابراین نسل بعد بانکداران از میان یهودیان مهاجر در ناحیه‌های گندم خیز بزرگی از لهستان و آلمان برخاستند. تعداد زیادی از این بازرگانان از یک خانواده بودند کسانی که یک قسمت از توسعه روند بانکداری در ایتالیا بودند. آن‌ها همچنین ارتباط داشتند با اعضای خانواده کسانی که قرن‌ها قبل از اسپانیا به مقصد ایتالیا و انگلیس فرار کرده بودند. همان‌طور که ثروت غیر کشاورزی گسترش می‌یافت، خانواده‌های بسیاری از زرگران (یک کسب و کار دیگر که یهودیت معنی برایش نداشت) کم‌کم به سمت بانکداری حرکت کردند. این مجموع وقایع صحنه را آماده کرد برای بالا بردن شرکت‌های خانواده‌های بانکدار یهودیان که اسمشان هنوز امروزه هم طنین انداز است، مانند: Warburgs و Rothschilds

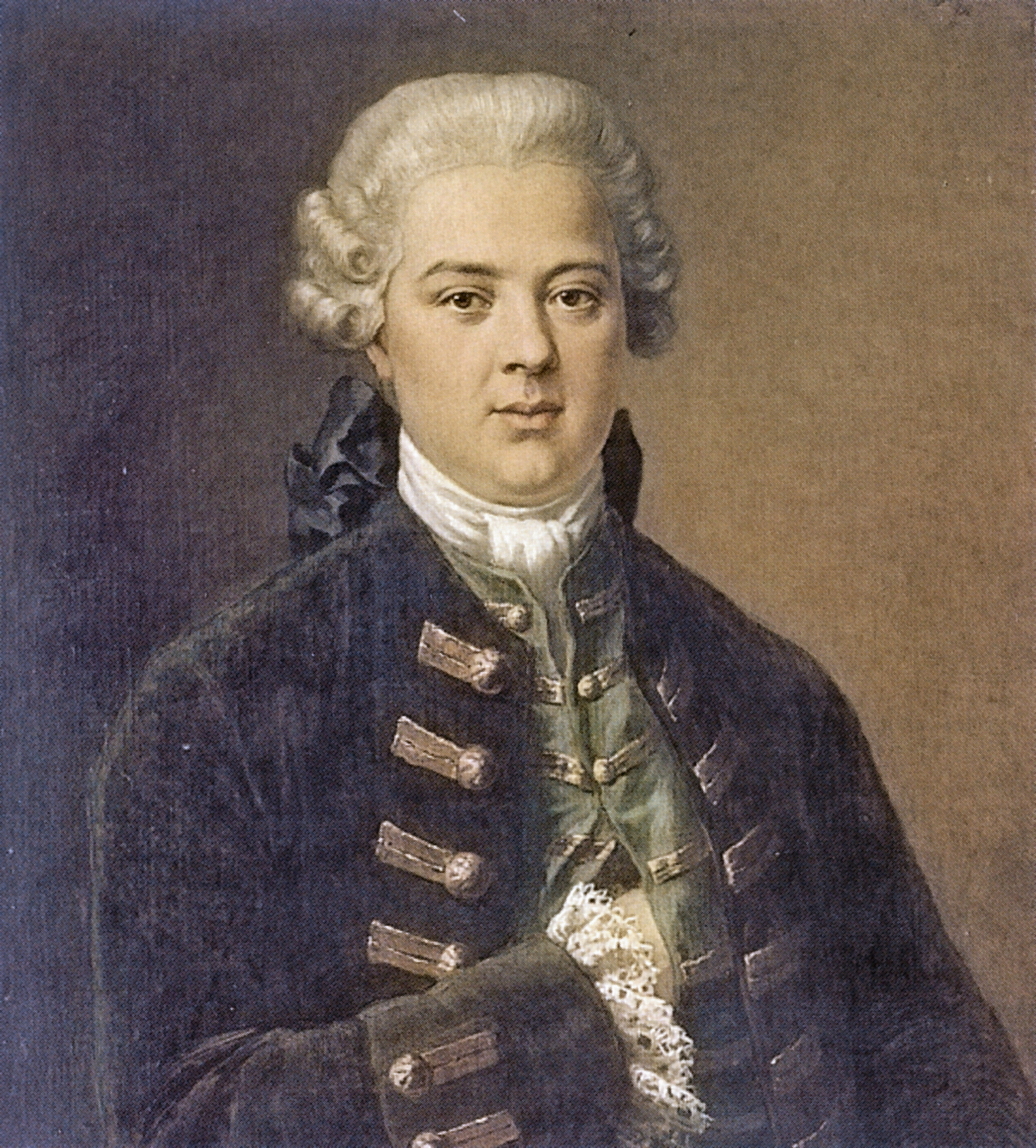
یوهان هینریچ گاسلر، تاجر بانکدار برجسته هامبورگ در قرن هجدهم

پدیدار شدن پروتستانیزم (شاخه‌ای از مسیحیت است که مبانی آن نخستین بار توسط مارتین لوتر مطرح شد) باعث شد مسیحیان اروپایی زیادی از دستورها واتیکان در مقابل رباخواری آزاد شوند. در اواخر قرن هجدهم خانواده‌های بازرگان پروتستانی شروع به حرکت به سمت بانکداری برای توسعه سطحش کردند. مخصوصاً در معامله با کشورهای دیگر مانند انگلیس، آلمان و هلند. در زمان مشابه حرکت‌های مالی جدیدی در حوزه بانکداری دور از اصل اولیه خودشان گسترش یافت. خانواده‌های بانکدار بازرگان در هر زمینه‌ای معامله می‌کردند از اوراق پذیره‌نویسی شده تا وامهایی با منشأ خارجی. برای مثال معامله شمش و اوراق قرضه صادر شده دو تا از تخصص‌های Rothschilds بودند.
در قرن نوزدهم رشد تجارت و صنعت در آمریکا به بانک‌های بازرگانی خصوصی قدرت جدیدی داد که درJ.P. Morgan & Co قرن بیستم به اوج خود رسیدند. با این حال دنیای مالی شروع به بزرگ‌تر شدن از تملک خانوادگی روی منابع یا مدل‌های دیگر بانکداری خصوصی کرد. شرکت‌های بزرگ به صنعت بانکداری مسلط شدند. به دلایل مشابه حرکت‌های بانکداری بازرگانی تبدیل به یک بخش از علاقه بانک‌های مدرن شدند.